# 2013년 한국철도공사 노조 파업
2013년 한국철도공사 노조 파업(韓國鐵道公社勞組罷業)은 한국철도공사 노조가 2013년 12월 9일부터 12월 30일까지 회사측의 수서고속철도 운영사 에스알 설립에 반발해 일어난 파업이다. 22일간 계속된 이번 파업으로 코레일은 최장기간 파업기록을 갱신했다. 장기간의 파업으로 인한 직접 피해액만 최소 400억 원에 이르는등 막대한 피해와 후유증을 남겼다.

## 배경
이 파업은 2013년 12월 10일에 있었던 한국철도공사의 수서발 KTX 법인 설립 관련 임시이사회의 개최를 강행하려는 한국철도공사 사측과 개최를 저지하려는 노조의 대립에서 촉발됐다. 2013년 11월 22일 노조는 조합원 총회를 통해 찬성률 80%, 투표율 91.3%로 가결되어 27일 중앙노동위원회가 조정절차를 끝내 절차가 마무리되었다고 설명했다. 이어 11월 30일 이사회 개최시 총파업하겠다고 했고 철도민영화에 반대하는 입장과 사회적 논의기구를 설치할 것과 임금 및 현안에 대한 합의 등도 경영진에 요구했다. 하지만 정부는 철도민영화가 아니라는 입장을 밝혔고 코레일은 이사회를 결국 강행하였다. 코레일 노조는 이 이사회가 철도민영화의 시작이라는 입장이다.
현행 노동법상 근로조건에 관한 내용이 아닌 목적의 파업은 불법이다. 노조는 수서발 KTX 법인 설립이 근로조건에 영향을 미치는 문제이기 때문에 합법파업이라는 입장이다. 반면 정부나 한국철도공사는 노조가 내건 주된 파업사유인 가칭 수서발 KTX 법인 설립문제가 한국철도공사 근로자의 근로 조건이 아니기 때문에 불법파업이라는 입장이다.

## 경과

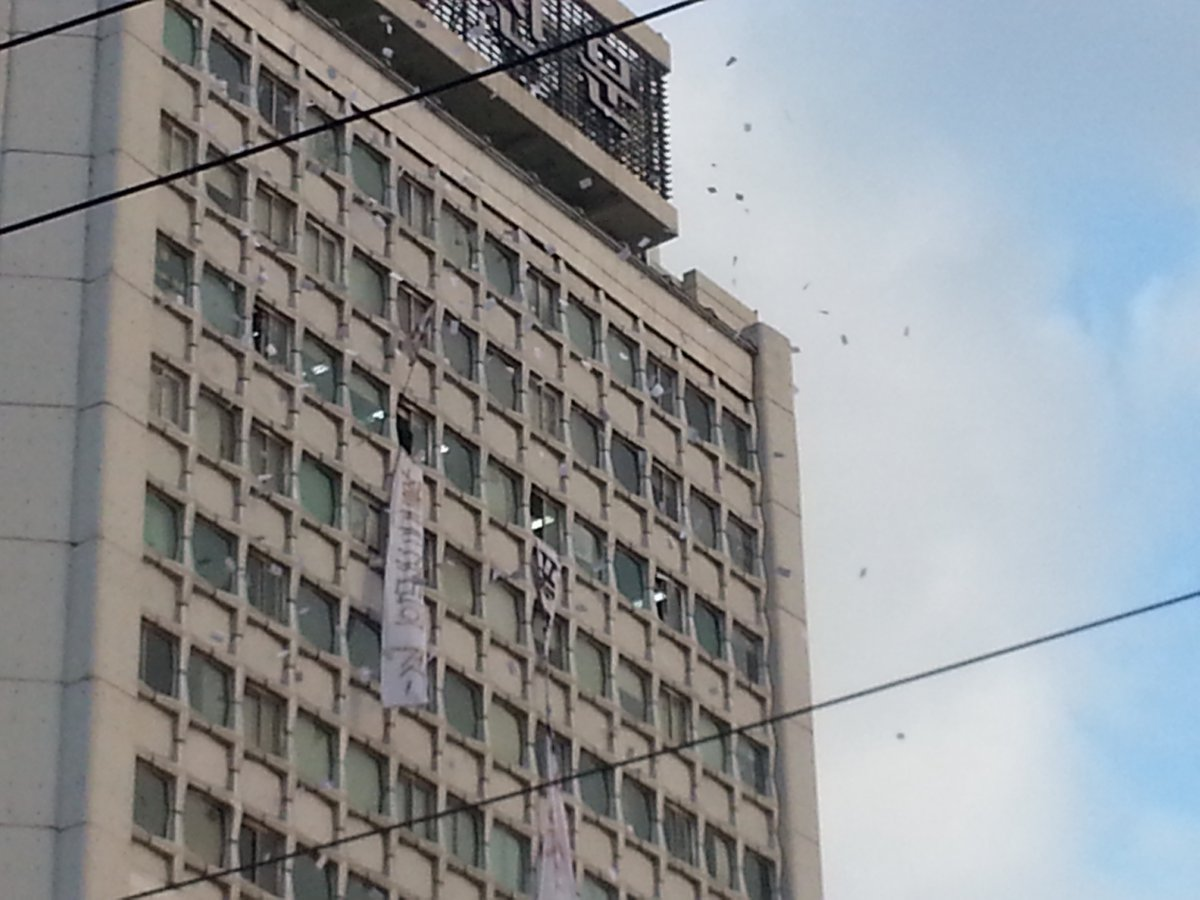
12월 22일, 경향신문 사옥에서 민주노총 조합원들이 전단지를 뿌리는 모습.

노조는 12월 9일 오전 9시부터 파업을 시작하기로 하고 결국 파업을 강행하였다. 이에 한국철도공사는 대체인력을 투입하고 노조의 주장이 노사 협상의 대상이 아니라고 반박하고 노조 집행부 194명을 고소 고발하였다. 또 파업 참가자들 6000여명을 모두 일방적 직위해제했다. 이 파업으로 파업 첫날부터 일반열차의 운행에 차질을 빚었다. 또 이 파업이 시작한 이후 코레일측의 대체인력으로 인한 사고들을 빈발하게 발생하였다. 정부는 이 파업을 불법으로 규정하고 엄하게 대처한다는 방침을 밝혔다. 한편 철도노조는 12월 14일 대규모 1차 상경 집회를 가졌다. 또한 서울메트로 노조도 12월 18일 오전 9시를 기해 동반 파업하겠다는 계획을 발표했으나 협상 타결로 파업 시작 전에 서울메트로 파업 계획은 철회되었다. 코레일은 12월 16일부터 수도권 전철을, 12월 17일부터는 KTX를 축소 운행하기로 했다. 12월 16일 대검찰청은 경찰청, 국토교통부, 고용노동부 등과 함께 파업 주도세력 10명에 대해 체포영장을 청구하기로 했다. 12월 17일, 경찰은 철도노조 본부, 서울지부, 철도해고자 투쟁위원회 사무실 등을 압수수색하고 체포영장이 발부된 김명환 철도노조 위원장 등 10명에 대해서도 체포에 나섰다.
12월 22일 오전 경찰은 민주노총사무실에 대한 압수수색 영장은 기각되고 철도노조 지도부에 대한 체포영장만 발급받은 상태에서 철도노조 지도부가 민주노총 사무실에 숨어있다고 보고 민주노총 사무실이 있는 경향신문사옥에 진입하려고 했다. 이 과정에서 경찰이 유리창을 깨고 진입하는 등 소란이 벌어졌다. 경찰은 오후 6시 30분경 민주노총 사무실이 있는 13층부터 옥상까지의 층으로 올라갔지만, 철도 노조 지도부는 보이지 않았다. 민주노총은 철도노조 지도부는 이미 빠져나갔다는 입장을 밝혔다. 경찰은 이 말을 믿지 않고 계속 철도 노조 지도부를 수색했지만, 결국 찾지 못하고 철수하였다.
경찰은 철도노조 지도부가 있다고 보고 체포 영장을 집행했다는 입장을 밝혔지만, 민주노총과 경향신문에 피해를 배상하기로 했다. 한편 23일 민주노총은 라디오 방송 인터뷰를 통해 철도노조 집행부가 숨어 있는지 미리 조사하여 22일 진입 시도 전에 지도부가 없다고 통보했었다고 밝혔다. 23일 시민사회단체들은 체포영장을 가지고 문을 부수고 강제로 들어간 것은 불법적인 공무집행이라는 취지의 성명을 냈다.
경향신문은 경찰이 기자의 출입을 통제해 신문 제작을 방해한 것과 언론사의 시설물을 파손한 것, 언론자유를 심대하게 위협한 것에 항의하는 성명을 냈다. 12월 30일, 철도노조는 국회가 철도산업발전소위를 구성함에 따라 파업을 철회하고 12월 31일 오전 11시까지 현업에 복귀하겠다고 밝혔다. 국제노조계는 한국철도공사 노조 파업에 대해 상당한 관심을 보였으며, 파업과 관련해 철도공사 노조와 연대를 선언하고 대한민국 정부를 비판했다.
한편 이 파업으로 체포영장이 발부된 노조 간부는 모두 35명인데, 철도노조 파업 기간에 이미 검거된 6명을 제외하면 1월 4일 16명이, 1월 14일 김명환 노조위원장 등 13명이 경찰에 자진 출두했다.
또, 이번 파업에 참가한 전 통합진보당 국회의원도 불법 시위에 참가한 혐의로 검찰 수사대상에 올랐으며, 1년뒤인 2014년, 그중 김미희, 김재연씨를 약식기소, 벌금 300만원을 선고 하였으나, 이에 불복하여 정식재판 진행 중이며, 오병윤 의원은 민주노총 시위현장에서 스크럼을 짜는 등의 행동이 발견되어 불구속 기소되었다.
2014년 12월 철도파업불법성에대한 검찰이 고소했으나 무죄판결과 함께 불법파업이긴하나 이건 사측이 충분히 예상한 일이라며 무죄를 선고하였으나 2016년 1월 15일 서울 고등법원에서 전격성은 인정되지않아 집행부는 무죄이지만 파업목적성이 임금관련인 부분이아니기 때문에 불법파업으로 규정했다. 또한 최근 2017년 2월 1일 대법원에서 원심항소기각으로 집행부가 무죄판결을 확정했다

## 같이 보기
- 수도권고속철도
- 한국철도공사 (코레일)
- 안녕들 하십니까